# 墨西哥鎮 (亞利桑那州)
墨西哥鎮（英語：Mexican Town）是位於美國亞利桑那州皮馬縣的一個非建制地區。該地的面積和人口皆未知。

## 地理
墨西哥鎮的座標為32°22′05″N 112°51′50″W / 32.36806°N 112.86389°W，而該地的平均海拔高度為1409米（即4623英尺）。